# Pilar Velázquez
Pour les articles homonymes, voir Velázquez.
Pilar Velázquez, née à Madrid le 13 février 1946, est une actrice espagnole.

## Biographie
Née sous le nom de Maria del Pilar Velázquez Llorente à Madrid, elle fait ses débuts, en 1964, au Teatro Español dans une drame intitulé Caminos de Damasco,. Entre 1966 et 1977, sa carrière cinématographique se développe essentiellement dans le genre du western spaghetti, on la voit apparaître dans une cinquantaine de films et à la télévision.
Dans les années 1970, elle travaille comme présentatrice des émissions musicales ¡Señoras y señores! et Palmarés pour la télévision espagnole. En 1979, elle épouse le chanteur, auteur-compositeur espagnol Miguel Gallardo et se retire pour se consacrer à leur fils Alejandro Gallardo Velázquez, né le 16 janvier 1981.
Après son divorce, elle revient sur le devant de la scène, en 1987 et se focalise essentiellement sur le théâtre et les séries TV. Elle a joué notamment dans La Petite Hutte d'André Roussin, El caballero de las espuelas de oro d'Alejandro Casona et La Nuit de l'iguane de Tennessee Williams.

## Filmographie
- 1967 : Codo con codo de Víctor Auz : Mayte Alear
- 1967 : Los chicos con las chicas de Javier Aguirre : Menchu
- 1967 : Sábado en la playa d'Esteban Farré
- 1968 : Operation Mata Hari (en) (Operación Mata Hari) de Mariano Ozores : Paula
- 1968 : El Baldiri de la costa de José María Font-Espina : Engràcia
- 1968 : Aujourd'hui ma peau, demain la tienne (I tre che sconvolsero il West), d'Enzo G. Castellari
- 1969 : Le Dernier des salauds de Ferdinando Baldi : Isabelle Carrasco
- 1970 : Quand Satana empoigne le colt (Manos torpes) de Rafael Romero Marchent : Dorothy
- 1970 : Les Léopards de Churchill de Maurizio Pradeaux : Élise
- 1971 : El Cristo del océano de Tito Fernández : Carmen
- 1972 : Le Manoir aux filles (Ragazza tutta nuda assassinata nel parco) de Alfonso Brescia : Catherine Wallenberger
- 1972 : Il était une fois à El Paso (I senza Dio) de Roberto Bianchi Montero : Sarita
- 1972 : Exorcisme tragique (Un bianco vestito per Marialé) de Romano Scavolini : Mercedes
- 1973 : Ce cochon de Paolo (Paolo il caldo) de Marco Vicario : Ester

```
* 
1973
 : 
Des garces pour l'enfer
 (
Il fiore dai petali d'acciaio
) de 
Gianfranco Piccioli
 : Lena
```

- 1974 : Sesso in testa de Sergio Ammirata (it) et Fernando Di Leo : Diana Tornetti
- 1975 : Malocchio de Mario Siciliano : Dr Sarah Turner
- 1975 : Juego sucio en Panamá de Tulio Demicheli : Jill
- 1975 : Sensualidad de Germán Lorente : Marisa
- 1975 : Los casados y la menor de Joaquín Coll Espona (es) :  Alicia
- 1966-1976 : Estudio 1 (Série télévisée) :  Elena, Jean,   Julia...
- 1976 : Adulterio a la española d'Arturo Marcos : Susan
- 1976-1977 : Curro Jiménez (Série télévisée) : Luisa
- 1977 : Striptease de Germán Lorente : Silvia
- 1977 : La playa vacía de Roberto Gavaldón : Gloria
- 1978 : Esposa de día, amante de noche de Javier Aguirre : Lina
- 1978 : Tatouage (Tatuaje) de Bigas Luna : Charo
- 1978 : La mujer de la tierra caliente de José María Forqué : Mónica
- 1978 : Una familia decente de Lluís Josep Comerón (es) : Marta
- 1976 : Curro Jiménez (série télévisée) : Louisa
- 1986 : Régimen abierto (série télévisée) : Rosa
- 1994 : Farmacia de guardia (Série télévisée) : Ofelia
- 1996 : Pon un hombre en tu vida d'Eva Lesmes : Madre de Eduardo
- 1997-1998 : Al salir de clase (série télévisée) : Bergona
- 2000 : Un hombre solo (Série télévisée) : Lina
- 2002 : Paraíso  (série télévisée) : Isabel García
- 2006 : La buena voz d'Antonio Cuadri (es) : Rosa